# Confidence (película de 2003)
Confidence (conocida en Hispanoamérica como Ambiciones secretas) es una película dramática estadounidense de 2003 dirigida por James Foley. Está protagonizada por Edward Burns, Dustin Hoffman, Rachel Weisz y Andy García. Narra la historia de un convicto y su equipo de estafadores que debe compensar el dinero tomado sin querer a un narcotraficante robando a su máximo rival.

## Reparto
- Edward Burns como Jake Vig.
- Dustin Hoffman como Winston "The King" King.
- Rachel Weisz como Lily.
- Andy García como Gunther Bután.
- Paul Giamatti como Gordo.
- Brian Van Holt como Miles.
- Franky G como Lupus.
- Luis Guzmán como Omar Manzano.
- Donal Logue como Lloyd Whitworth.
- Morris Chestnut como Travis.
- Louis Lombardi como Alphonse "Big Al" Moorley.
- John Carroll Lynch como Leon Ashby.
- Robert Forster como Morgan Price.
- Leland Orser como Lionel Dolby.